# Yuki Takahashi

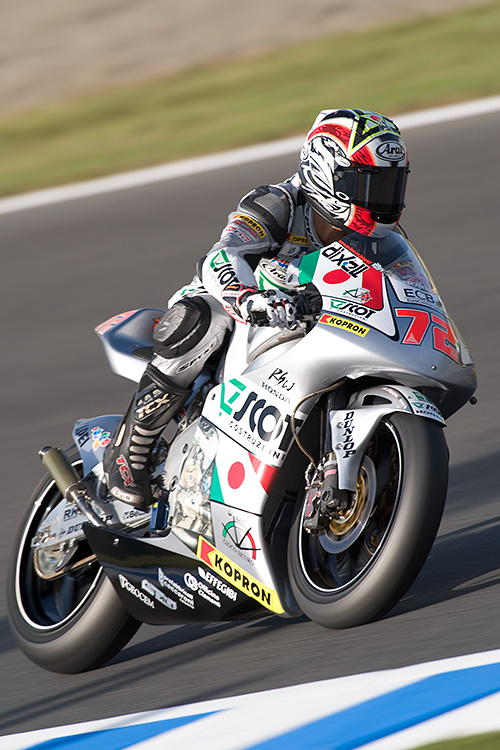
Yuki Takahashi

Yuki Takahashi, född 1984, är en japansk roadracingförare. Han tävlar sedan säsongen 2010 i Moto2-klassen. Takahashis främsta meriter är två segrar i 250GP 2006 och en seger i Moto2 2010.
Takahashi genomgick HRC Racing Scholarship och har varit förknippad med Honda större delen av sin karriär. Han gjorde VM-debut 2001 i 125-klassen på Motegi ring. Året därpå körde han i 250-klassen på Motegi. Första hela VM-säsongen gjorde Takahashi Roadracing-VM 2005 i 250-klassen. Han blev elva. Säsongen 2006 tog Takahashi två segrar: Vid Frankrikes respektive Tysklands Grand Prix. Han blev sexa i VM. 2007 blev förstört av skador men säsongen 2008, då han körde för stallet Team Scot i 250GP-VM på en Honda RS250 fabriksmaskin tog han tre pallplatser och blev femma i VM. Säsongen 2009 fortsatte han med Team Scot, med den skillnaden att han körde en Honda RC212V i MotoGP-klassen. Det blev ingen större succé. Efter 7 deltävlingar och nio poäng avslutade Team Scot Takahashis kontrakt. Hans säsong var därmed över. Till Roadracing-VM 2010 gick Takahashi till Moto2-klassen och Tech 3-teamet. Han vann Kataloniens Grand Prix och var tvåa i Tjeckien men var annars sällan bland toppförarna. 2011 körde Takahashi för Gresini Racing på en Moriwaki och tog två pallplatser. Han har fortsatt i Moto2-klassen utan större framgång.